# Moissy-Moulinot
Moissy-Moulinot település Franciaországban, Nièvre megyében. Lakosainak száma 13 fő (2022. január 1.). Moissy-Moulinot Neuffontaines, Anthien és Ruages községekkel határos.

## Népesség
A település népességének változása:
| Lakosok száma | 23   | 21   | 25   | 18   | 17   | 15   | 14   | 13   | 13   |
|               | 2013 | 2015 | 2016 | 2017 | 2018 | 2019 | 2020 | 2021 | 2022 |